# Jacek Walkiewicz
Jacek Walkiewicz (ur. 28 stycznia 1962 w Nadarzynie) – polski psycholog, mówca motywacyjny i inspiracyjny, trener i mentor, autor książek.

## Życiorys
Ukończył studia na Wydziale Psychologii UW (1987). W latach 1990–1994 tworzył i zarządzał działem reklamy „Gazety Wyborczej”.  Od 1993 działa na rynku usług szkoleniowych. Prowadzi warsztaty z zakresu rozwoju osobistego, prezentacji oraz wystąpień publicznych. Członek Stowarzyszenia Profesjonalnych Mówców.
We wrześniu 2012 wystąpił na konferencji TEDxWSB we Wrocławiu, na której wygłosił wykład „Pełna MOC możliwości”, obejrzany do 2024 w serwisie YouTube ponad 9 mln razy. Sukces wykładu doprowadził do wydania książki o tym samym tytule, która otrzymała nagrodę czytelników w plebiscycie Teofrasty miesięcznika Charaktery.
W 2013 wziął udział w konferencji TEDx Czwartek Hill Cinema, która odbyła się pod hasłem: „Pełna MOC odwagi”. 29 sierpnia tego samego roku wystąpił na Festiwalu Inspiracji. W marcu 2015 był gościem wiosennej edycji Absolvent Talent Days.

## Życie prywatne
Był mężem ekonomistki Moniki Walkiewicz. Ma czworo dzieci (trzech synów: Jana, Adama i Mikołaja oraz córkę Magdalenę).

## Publikacje
- 2010: Pełna MOC życia, wydanie I[12]
- 2014: Pełna MOC możliwości - poradnik psychologiczny[13]
- 2016: Rozmyślnik Jacka Walkiewicza
- 2016: Pełna MOC życia, wydanie II
- 2018: Rozmyślnik Jacka Walkiewicza. Zainspiruj się do działania![14]
- 2020: Pełna moc marzeń[15]

## Nagrody i wyróżnienia
- 2014 – Nagroda w kategorii Najpopularniejsza książka psychologiczna[7], za poradnik Pełna MOC możliwości (nagrodzona w konkursie miesięcznika „Charaktery”, nagroda Teofrasta)